# Station Helenelund
Helenelund is een station van het stadsgewestelijk spoorwegnet van Stockholm in de gemeente Sollentuna op 11,1 kilometer ten noorden van Stockholm C. aan de oostkustlijn.

## Geschiedenis
Het station werd in 1922 geopend als halte aan de noordelijke hoofdlijn die in 1942 opging in de oostkustlijn. Het kwam er op aandringen van de bevolking van de toen nieuwe woonwijk die het verzoek doorzette tot op regeringsniveau. In 1994 werd het huidige station met gebogen eilandperron in gebruik genomen in samenhang met de uitbouw van de lijn naar vier sporen. 

## Ligging en inrichting
Het station is het zuidelijkste van de vijf stations in Sollentuna en wordt veel gebruikt door forensen van/naar de Stockholmse zakenwijk Kista ongeveer 500 meter ten westen van het station. Het aantal reizigers op een gemiddelde winterdag ligt rond de 5.400. De ingang ligt in de onderdoorgang aan de noordkant van het perron. Rond het station worden nieuwe gebouwen opgetrokken en komt het eindpunt van de Kistatak van de Tvärbanan.

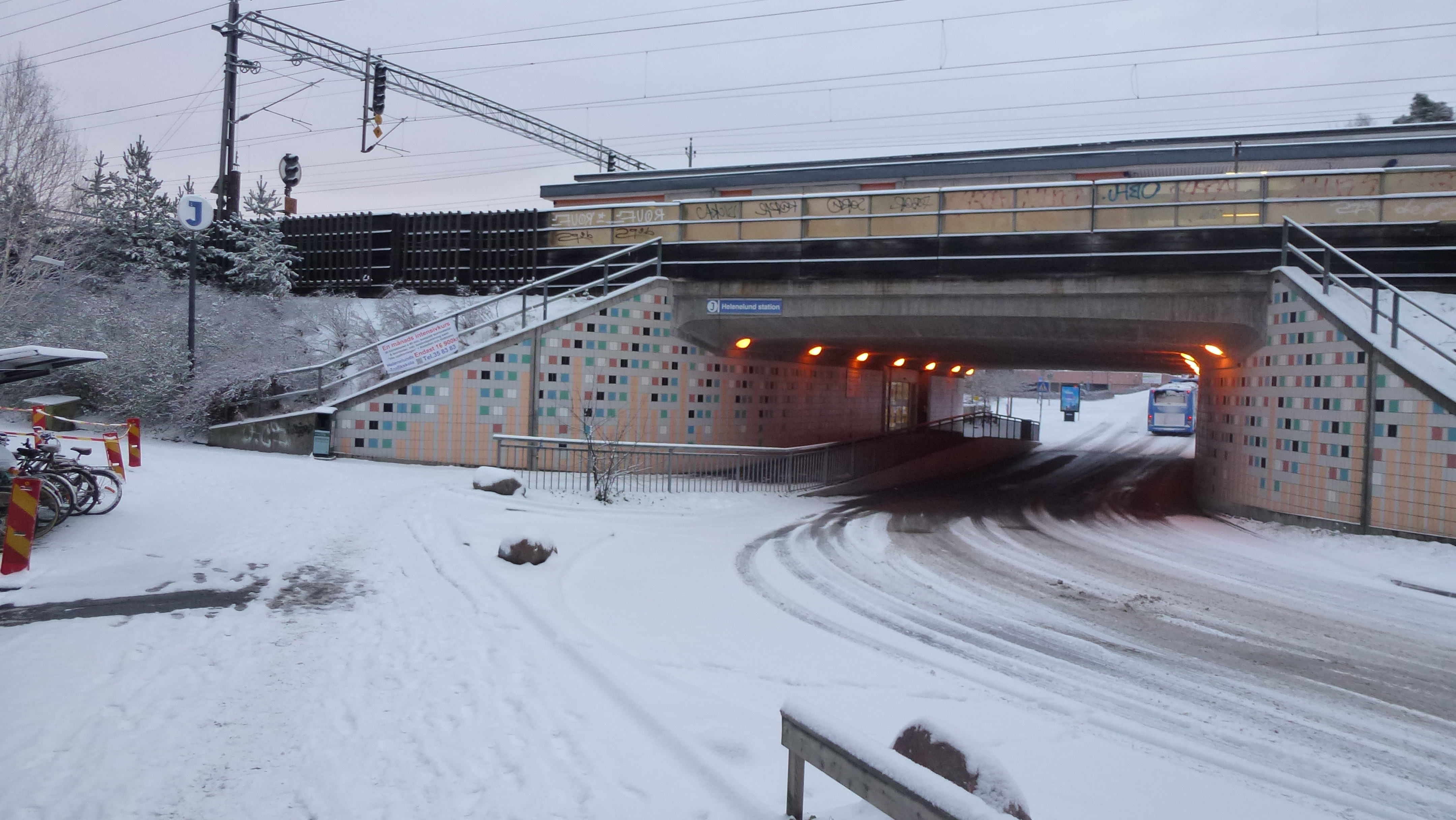
De onderdoorgang gezien uit het westen.
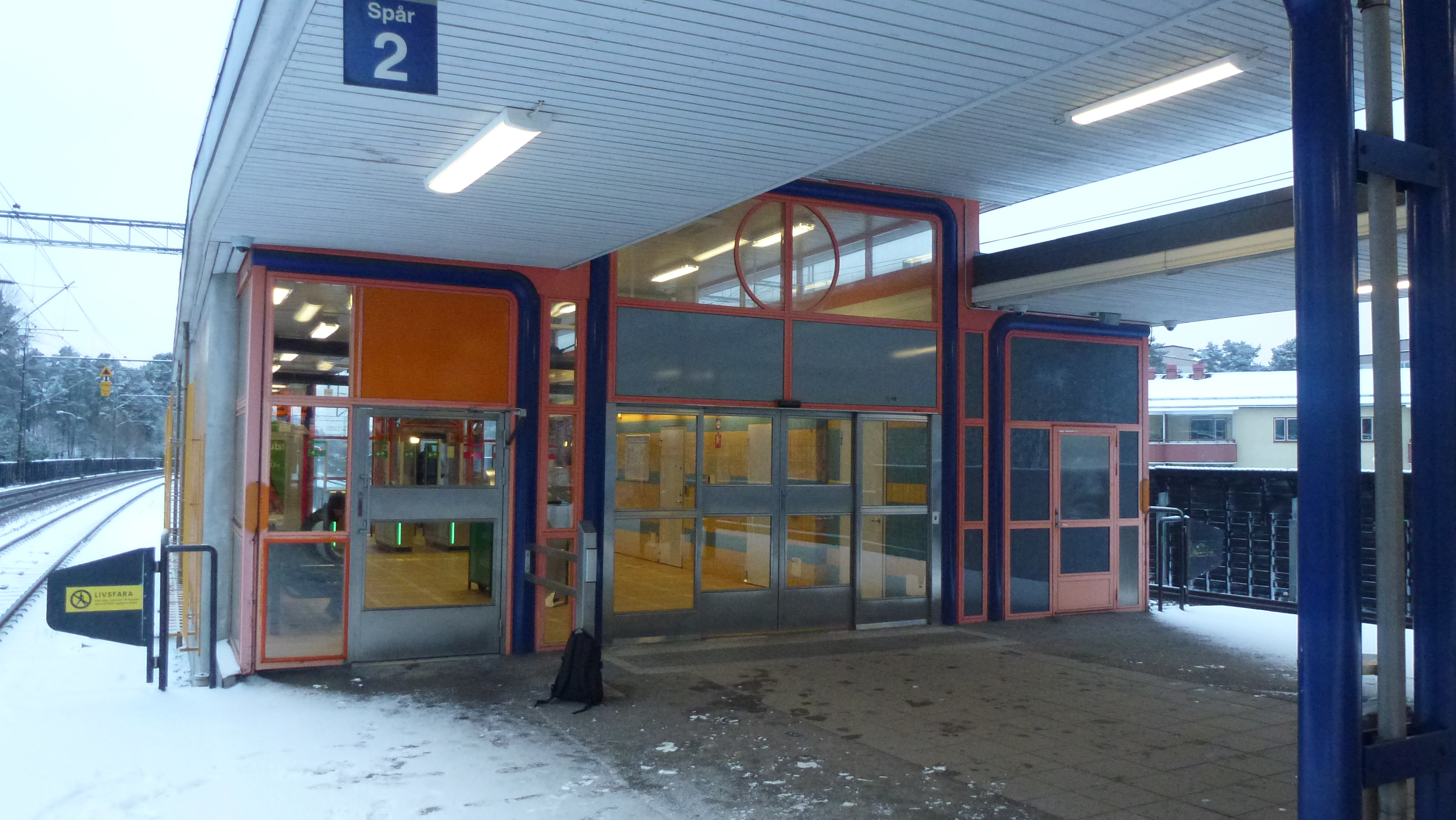
De wachtkamer op de kop van het perron.
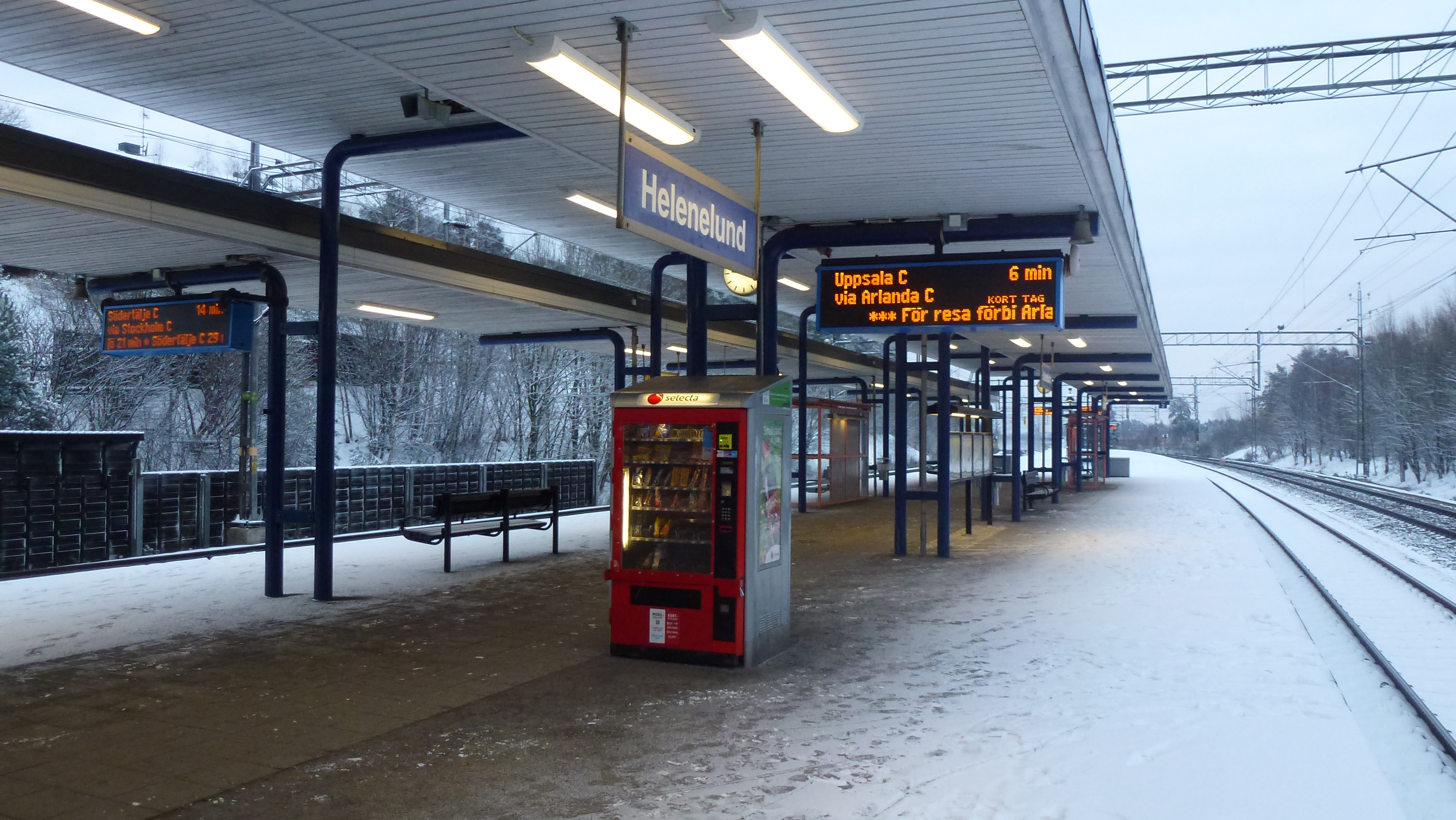
Het perron gezien uit het noorden.